# Inverses elliptisches Integral zweiter Art
Das inverse elliptische Integral zweiter Art ist das Analogon der Jacobischen Amplitudenfunktionen, übertragen von der ersten Art zur zweiten Art. Somit bildet das inverse elliptische Integral zweiter Art eine modulierte Funktionenschar aus der Kategorie der elliptischen Funktionen. In der Legendreschen Normalform ordnet das inverse unvollständige elliptische Integral zweiter Art visuell veranschaulicht die Bogenmaße der Ellipsen den Höhen und Breiten der Punkte auf den Kurven der Ellipsen zu.

## Definition

### Definition als Umkehrfunktion
Unter den inversen elliptischen Integralen zweiter Art bildet die Jacobi-Amplitude zweiter Art die fundamentale Funktion. Diese Funktion ist die Umkehrfunktion des unvollständigen elliptischen Integrals zweiter Art bezüglich des linken Klammereintrags in Legendre-Form. Somit sind die inversen unvollständigen elliptischen Integrale zweiter Art das Analogon zu den Jacobischen elliptischen Funktionen übertragen auf die zweite Art nach der Einstufung der elliptischen Funktionen und Integrale in die Legendreschen kanonischen Formen. Das Kürzel für die Darstellung dieser Funktionenschar wird nach heutigem Stand der Definitionsvereinbarungen durch ein großes E und eine Minus Eins in Exponentenstellung mit Spitzklammern dargestellt:
{\displaystyle E^{\langle -1\rangle }(x;k)}
Diese beiden Kriterien erfüllt diese Funktion nach der beschriebenen Definition für |k| ≤ 1:
{\displaystyle E^{\langle -1\rangle }{\bigl [}E(x;k);k{\bigr ]}=x}
{\displaystyle E{\bigl [}E^{\langle -1\rangle }(x;k);k{\bigr ]}=x}

### Regeln für das elliptische Integral zweiter Art
Für das unvollständige elliptische Integral zweiter Art gilt jene Definition nach Legendre:
{\displaystyle E(x;k)=\int _{0}^{x}{\sqrt {1-k^{2}\sin(u)^{2}}}\,\mathrm {d} u}
{\displaystyle E(x;k)=\int _{0}^{1}x{\sqrt {1-k^{2}\sin(xy)^{2}}}\,\mathrm {d} y}
{\displaystyle {\frac {\partial }{\partial x}}E(x;k)={\sqrt {1-k^{2}\sin(x)^{2}}}}
Und diese hypergeometrische Darstellung hat das gezeigte Integral:
{\displaystyle E(x;k)=xF_{1}({\tfrac {1}{2}};{\tfrac {1}{2}},{\tfrac {1}{2}};{\tfrac {3}{2}};x^{2};k^{2}x^{2})}
{\displaystyle E(x;k)=x\sum _{a,b=0}^{\infty }{\frac {-k^{2a}x^{2a+2b}\Gamma (a-{\tfrac {1}{2}})\Gamma (b+{\tfrac {1}{2}})\Gamma (a+b+{\tfrac {1}{2}})}{4\pi \,\Gamma (a+1)\Gamma (b+1)\Gamma (a+b+{\tfrac {3}{2}})}}}

## Analoga zweiter Art für die Amplitudenfunktionen

### Geometrische Beschreibung anhand einer Ellipse
Folgende Funktion ordnet zu einer gegebenen numerischen Ellipse der Relation (1-k²)x² + y² = 1-k² und somit von spezifischer Exzentrizität ε = k das Bogenmaß s ausgehend vom Ordinatenschnittpunkt P[0|sqrt(1-k^2)] im Uhrzeigersinn die Kurve verlaufend bis hin zu einem Punkt Q exakt der waagrechten Koordinate w des Punktes Q zu:
{\displaystyle w=\sin {\bigl [}E^{\langle -1\rangle }(s;k){\bigr ]}}
Diese Funktion w(s) ist das Analogon zweiter Art für den Jacobischen Sinus Amplitudinis (sn).

### Differentialgleichungen
Das genannte Analogon zweiter Art erfüllt auch folgende Differentialgleichungen:
Erste Differentialgleichung:
{\displaystyle {\bigl [}1-k^{2}f(x)^{2}{\bigr ]}{\biggl [}{\frac {\partial }{\partial x}}f(x){\biggr ]}^{2}=1-f(x)^{2}}
{\displaystyle f(x)=\sin {\bigl [}E^{\langle -1\rangle }(x;k){\bigr ]}}
Zweite Differentialgleichung:
{\displaystyle {\bigl [}1-k^{2}f(x)^{2}{\bigr ]}^{2}{\biggl [}{\frac {\partial ^{2}}{\partial x^{2}}}f(x){\biggr ]}=-(1-k^{2})f(x)}
{\displaystyle f(x)=\sin {\bigl [}E^{\langle -1\rangle }(x;k){\bigr ]}}

### Initialisierung nach Taylor
Die Ableitungen beim Wert x = 0 haben folgende Werte:
{\displaystyle f'(0)=1}
{\displaystyle f'''(0)=k^{2}-1}
{\displaystyle f'''''(0)=13k^{4}-14k^{2}+1}
{\displaystyle f'''''''(0)=493k^{6}-627k^{4}+135k^{2}-1}
{\displaystyle f'''''''''(0)=37369k^{8}-55804k^{6}+19662k^{4}-1228k^{2}+1}
Alle Ableitungen gerader Ordnung nehmen bei x = 0 immer den Wert Null an. Denn das Kriterium der Punktsymmetrie zum Koordinatenursprung muss erfüllt sein. Die Koeffizienten vor dem quadratischen Glied der Ableitungsauflistung k² sind die Zahlen folgender Zahlenfolge:
{\displaystyle A(n)={\tfrac {1}{16}}(3^{2n+1}-8n-3)}

### Initialisierung nach Tschebyschow
Die Initialisierung über eine Tschebyschow-Reihe ermöglicht eine effiziente Ermittlung der Nullstellen mit Hilfe der Ermittlung von den Eigenwerte einer sogenannten Tschebyschowschen Begleitmatrix.